# بيدرو دو ريو
بيدرو دو ريو هو لاعب كرة قدم برازيلي في مركز الوسط، ولد في 2000. لعب مع أتلتيكو باراناينسي.